# Mady Mesplé
Mady Mesplé, właśc. Madeleine Mesplé (ur. 7 marca 1931 w Tuluzie, zm. 30 maja 2020 tamże) – francuska śpiewaczka operowa. Uważana za czołową sopranistkę koloraturową swojego pokolenia we Francji, 
Urodziła się 7 marca 1931 r. w Tuluzie w rodzinie księgowego Pierre'a Mesplé i sekretarki Yvonne (Sesquiere) Mesplé. Naukę śpiewu i gry na fortepianie rozpoczęła w wieku 7 lat. Jedną z jej nauczycielek był francuska sopranistka Janine Micheau. 
Zadebiutowała w 1953 roku w Liège w tytułowej roli w operze Lakmé Léo Delibesa. W roli tej wystąpiła blisko 145 razy w swojej karierze.
Od 1956 roku występowała w operze w Paryżu. 
Jej innymi głośnymi rolami były Olimpia w operze Opowieści Hoffmanna, Philine w operze Mignon, Leila w Poławiaczach pereł, Julia w Romeo i Julii i wiele innych. 
Mesplé odnosiła również sukcesy za granicą, występując w Teatrze Bolszoj w Moskwie, Royal Opera House w Londynie, La Scala w Mediolanie, Metropolitan Opera w Nowym Jorku oraz Teatro Colón w Buenos Aires. 

## Nagrody i wyróżnienia
- 2001: Oficer Legii Honorowej
- 2009: Wielki Oficer Orderu Narodowego Zasługi
- 2011: Komandor  Legii Honorowej
- 2015: Wielki Oficer Legii Honorowej
- 2019: Krzyż Wielki Orderu Narodowego Zasługi